# Liste der Kulturgüter in Kehrsatz
Die Liste der Kulturgüter in Kehrsatz enthält alle Objekte in der Gemeinde Kehrsatz im Kanton Bern, die gemäss der Haager Konvention zum Schutz von Kulturgut bei bewaffneten Konflikten, dem Bundesgesetz vom 20. Juni 2014 über den Schutz der Kulturgüter bei bewaffneten Konflikten sowie der Verordnung vom 29. Oktober 2014 über den Schutz der Kulturgüter bei bewaffneten Konflikten unter Schutz stehen.
Objekte der Kategorien A und B sind vollständig in der Liste enthalten, Objekte der Kategorie C fehlen zurzeit (Stand: 2. März 2024). Unter übrige Baudenkmäler sind geschützte Objekte zu finden, die im Bauinventar des Kantons Bern als «schützenswert» verzeichnet sind.

## Kulturgüter
| Foto |                                                                                                  | Objekt                                                                 | Kat. | Typ | Standort                            | Beschreibung |
| ---- | ------------------------------------------------------------------------------------------------ | ---------------------------------------------------------------------- | ---- | --- | ----------------------------------- | --- |
| ja   | Datei hochladen · Wikidata zu Landsitz Lohn (Q970995)                                            | Landsitz Lohn KGS-Nr.: 00973                                           | A    | G   | Lohnweg 2 602745 / 195290           | 1782/83 durch Carl Ahasver von Sinner erbaute Campagne im frühklassizistischen Stil, dient seit 1942 als Gästehaus des Bundesrates. Symmetrischer, weisser Putzbau unter geknicktem Vollwalmdach mit reicher, kontraststarker Hausteingliederung. Die Eingangsfassade mit ionischer Tempelfront und krönendem Segmentgiebel ist schmalseitig gegen einen Landschaftspark mit Baumallee ausgerichtet.                                            |
| ja   | Datei hochladen · Wikidata zu Blumenhof (Q1030105)                                               | Blumenhof KGS-Nr.: 00974                                               | B    | G   | Zimmerwaldstrasse 6 602382 / 195365 | In den Jahren 1745 bis 1752 im Auftrag von Niklaus Emanuel Tscharner erbaute Campagne im barocken Stil, auf der Basis eines spätgotischen Kernbaus von 1580/90. Grosser Putzbau mit eleganter Hausteingliederung über L-förmigem Grundriss, mit geknicktem und von Firstvasen bekröntem Vollwalmdach. Die Innenausstattung stammt zum Teil aus der Zeit um 1750.                                                                                |
| ja   | Datei hochladen · Wikidata zu Schloss mit ehemaligem Gefängnisturm und Gartenpavillon (Q2241845) | Schloss mit ehemaligem Gefängnisturm und Gartenpavillon KGS-Nr.: 00975 | B    | G   | Belpstrasse 1 u.a. 602568 / 195396  | 1598 erbautes und 1720 durch Karl Hackbrett vergrössertes Schloss. Das ursprüngliche Fachwerkgebäude wurde durch den Anbau von vier Ecktürmen und eines freistehenden Ökonomieteils markant erweitert. Um 1750 erfolgte eine Barockisierung der Fassaden. Von einer Gartenanlage umgeben, gehören zum Ensemble auch der aus dem 16. Jahrhundert stammende ehemalige Gefängnisturm und der Mitte des 18. Jahrhunderts errichtete Gartenpavillon. |

## Übrige Baudenkmäler
Hinweis: Anstelle der KGS-Nummer wird als Objekt-Identifikator (ID) die Grundstücksnummer verwendet.
| ID      | Foto |                 | Objekt                                        | Typ | Standort                                      | Beschreibung |
| ------- | ---- | --------------- | --------------------------------------------- | --- | --------------------------------------------- | ------------ |
| 3       | BW   | Datei hochladen | Wasch- und Pförtnerhaus (17. Jh.)             | G   | Belpstrasse 1d 602560 / 195361                |              |
| 3       | BW   | Datei hochladen | Brunnen (18. Jh.)                             | K   | Belpstrasse N.N.2 602573 / 195369             |              |
| 3       | BW   | Datei hochladen | Brunnen (19. Jh.)                             | K   | Belpstrasse N.N.1 602550 / 195377             |              |
| 6       | BW   | Datei hochladen | Gemeindearchiv (1928)                         | G   | Finkenrain 2a 602528 / 195500                 |              |
| 47      | BW   | Datei hochladen | Terrasenwohnhäuser (1969/70)                  | G   | Eichenrain 23–41 602729 / 196261              |              |
| 49      | BW   | Datei hochladen | Wohnhaus (um 1900)                            | G   | Bernstrasse 7 602459 / 195472                 |              |
| 50      | BW   | Datei hochladen | Herrenstöckli (1. Hälfte 18. Jh.)             | G   | Bernstrasse 54 602336 / 195904                |              |
| 55      | BW   | Datei hochladen | Ofenhaus-Speicher (1. Hälfte 19. Jh.)         | G   | Selhofen 33b 602935 / 196293                  |              |
| 61      | BW   | Datei hochladen | Speicher (frühes 18. Jh.)                     | G   | Selhofen 45a 603190 / 196616                  |              |
| 62      | BW   | Datei hochladen | Bauernhaus (1864)                             | G   | Flugplatzstrasse 41 602881 / 195695           |              |
| 80      | BW   | Datei hochladen | Weinkellerei (1965)                           | G   | Bernstrasse 19 602400 / 195503                |              |
| 87      | BW   | Datei hochladen | Stöckli (1824)                                | G   | Flugplatzstrasse 41 602832 / 195725           |              |
| 122     | BW   | Datei hochladen | Bauernhaus (um 1810)                          | G   | Zimmerwaldstrasse 11 602326 / 195307          |              |
| 145     | BW   | Datei hochladen | Bauernhaus (1798)                             | G   | Lohnweg 31 602844 / 195249                    |              |
| 145     | BW   | Datei hochladen | Speicher (Ende 18. Jh.)                       | G   | Lohnweg 31a 602841 / 195273                   |              |
| 165     | BW   | Datei hochladen | Dependenz des Landsitzes Lohn (nach 1782/93)  | G   | Lohnweg 2b 602766 / 195271                    |              |
| 166     | BW   | Datei hochladen | Stöckli (1835)                                | G   | Zimmerwaldstrasse 101a 602741 / 194641        |              |
| 166     | BW   | Datei hochladen | Bauernhaus (1698)                             | G   | Zimmerwaldstrasse 101b 602711 / 194624        |              |
| 215     | BW   | Datei hochladen | Gartenpavillon (Ende 19. Jh.)                 | G   | Zimmerwaldstrasse N.N.1 602406 / 195384       |              |
| 231     | BW   | Datei hochladen | Mühle (1817)                                  | G   | Kirchackerweg 2 602335 / 195277               |              |
| 568;589 | BW   | Datei hochladen | Wohnhaus (1969)                               | G   | Eichenrain 13, 15 602613 / 196270             |              |
| 804     | BW   | Datei hochladen | Bauernhaus (Ende 18. Jh.)                     | G   | Holzmattweg 36 601843 / 194934                |              |
| 1215    | BW   | Datei hochladen | Bauernhaus (frühes 19. Jh.)                   | G   | Bernstrasse 52, 52a, 52b, 52c 602373 / 195868 |              |
| 1216    | BW   | Datei hochladen | Ofenhaus-Stöckli-Speicher (1. Hälfte 19. Jh.) | G   | Bernstrasse 50a 602338 / 195869               |              |
| 1235    | BW   | Datei hochladen | Ehemaliger Zehntspeicher (um 1750)            | G   | Nesslerenstrasse 10d 602308 / 196767          |              |
| 2068    | BW   | Datei hochladen | Bauernhaus (frühes 18. Jh.)                   | G   | Holzmattweg 34 601853 / 195003                |              |